# SpectraScan PR-650
El SpectraScan PR-650 Colorimeter va ser un dels primers espectroradiòmetres portàtils, dissenyat per l'empresa Photo Research durant els anys 90. El dispositiu permetia a l'usuari fer una mesura de l'espectre de llum visible en un punt concret, és a dir, mesurar el "color" observat en un punt físic. El dispositiu s'ha usat principalment en recerca, en camps com visió per computador, neurociència o òptica.

## Tipus de mesures disponibles
Entre d'altres, amb el PR-650 es podien fer diferents tipus de mesures, tot indicant diferents codis de resposta:
- Luminància.
- CIE 1931 x i y.
- CIE 1931 X, Y İ Z.
- CIE 1976 u' i v' (CIELUV).
- Temperatura correlacionada al color.
- Mesures radiomètriques (intensitat espectral).

En la majoria de comandes es podia triar també el tipus d'unitats, depenent de la mesura duta a terme.

## Ús del dispositiu
En el moment (90s-00s) el colorímetre venia acompanyat d'un programari addicional, compatible amb Windows 95, Windows 98 i Windows NT. Paral·lelament, es podia fer servir en "mode remot" (Remote Mode al volant informatiu) i, mitjançant un cable RS-232, connectar-se a un ordinador amb pràcticament qualsevol plataforma (en el moment, i s'indiquen: PC; Mac, Sun Workstation i d'altres). En aquest mode, i fent ús d'un llenguatge de programació qualsevol, es podien enviar senyals elèctrics al dispositiu per a fer-lo funcionar.

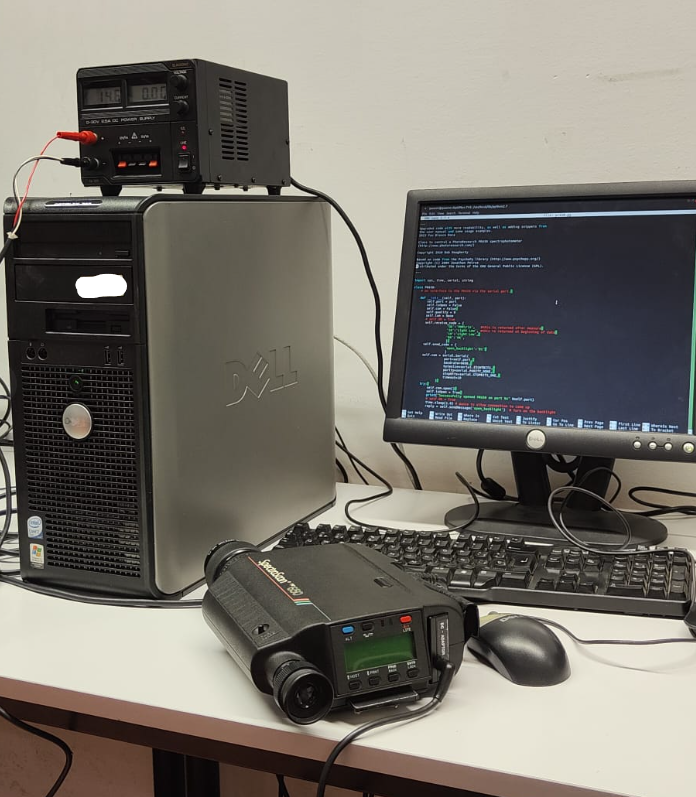
Muntatge per a utilitzar la PR-650, amb un controlador de voltatge per alimentar-la.

Actualment, hi ha poca informació i recursos sobre com fer-lo servir amb la tecnologia moderna.
A GitHub, el grup Stanford Vista Lab, de la Universitat Stanford, hi va crear un repositori programat en Python2.7 per a poder comunicar-se amb el dispositiu.
En el mateix lloc web també hi ha el repositori de Psychotoolbox, on es troben diferents arxius en MATLAB per a fer servir el PR650.
A OSF, un equip de recerca de la Universitat de Sussex també ha fet un recull de fitxers i informació sobre com fer-lo servir i solucionar-ne algun dels problemes més comuns.
Així i tot, tant els recursos originals d'informació com el manual d'ús complet no estan disponibles a internet, ja que la pàgina de l'empresa Photo Research Inc. ha deixat d'existir.